# 8491 Joelle-gilles
8491 Joelle-gilles là một tiểu hành tinh vành đai chính với chu kỳ quỹ đạo là 1369.9942266 ngày (3.75 năm).
Nó được phát hiện ngày 28 tháng 12 năm 1989.